# Palača naroda, Dušanbe
Palača naroda (tadžiško Қасри Миллат, latinizirano: Qasri Millat; rusko Дворец Нации) je uradna rezidenca predsednika Tadžikistana. Stoji ob ulici Širinšoh Šohtemur v središču Dušanbeja. Predsedniško palačo na severu obkrožajo drog zastave Dušanbe, Rudakijev park na vzhodu, trg Dousti na jugu in reka Varzob na zahodu.
Palačo je zgradilo italijansko gradbeno podjetje Rizzani de Eccher.

## Zgodovina
Gradnja palače se je začela leta 2000. V začetku leta 2006 je vlada brez odškodnine porušila sinagogo v Dušanbeju, lokalno mikve (obredno kopel), košer mesnico in več judovskih šol, da bi naredila prostor za novo palačo. Po mednarodnem negodovanju je vlada napovedala preklic in dejala, da bo sinagogo omogočila ponovno zgraditi na njenem sedanjem mestu. Vendar pa je vlada v zadnji fazi gradnje palače uničila celotno sinagogo, zaradi česar je Tadžikistan ostal brez sinagoge, saj je bila edina v državi. Zaradi tega je imela večina tadžikistanskih buharskih Judov negativno mnenje o tadžikistanski vladi.
Na predvečer vrha Šanghajske organizacije za sodelovanje v Dušanbeju avgusta 2008 je bila palača dokončana, pri čemer so dogodki na vrhu delno potekali pod zlato kupolo z 20-metrskimi stebri. Podoba palače je vtisnjena na hrbtni strani bankovca za 500 somov, ki je nacionalna valuta Tadžikistana. Septembra 2018 je beloruski predsednik Aleksander Lukašenko postal prvi tuji voditelj, ki je obiskal nove dvorane in sobe v palači. Stara predsedniška palača, nekdanji sedež Sveta ministrov Tadžiške sovjetske socialistične republike), ki je bila na aveniji Rudaki, je bila porušena leta 2023. Namesto nje je Kitajska pomagala zgraditi novo stavbo za republiško vlado in parlament.

## Galerija
- Ameriški državni sekretar John Kerry se rokuje v palači leta 2015
- Indijski premier Narendra Modi na sprejemu v palači leta 2015
- Spomenik neodvisnosti na jugu
- Pogled na Palačo naroda iz Rudakijevega parka
- Bankovec za 500 somov iz leta 2010 s podobo palače
- Stara predsedniška palača na aveniji Rudaki, porušena leta 2021

## Opis
Državni in neodvisni tadžikistanski mediji so zmerno poročali o glavnih značilnostih palače. Glede na tajno depešo diplomata z ameriškega veleposlaništva v Dušanbeju, objavljeno v WikiLeaksu leta 2008, je administracija predsednika Tadžikistana skupaj z glavnim graditeljem palače organizirala ogled palače za tuje veleposlanike in diplomate. Ekskurzijo za diplomate je osebno izvedel odgovorni vodja gradnje iz italijanskega podjetja Roberto Bertocini. Palača je priznana kot največja stavba v Dušanbeju po površini. 
Palača je šestnadstropna (z visokimi stropi) bela stavba, v središču strehe katere je velika zlata volframova kupola s premerom 25 metrov. Stavba je s štirih strani podprta s številnimi visokimi, 20-metrskimi stebri. Ob glavnem vhodu so visoke in široke stopnice. Skupna površina palače je približno 9 hektarjev. Velikost talnih oblog in italijanskega parketa je približno 2685 m2, z motivi in vzorci, ki jim ni para. Palača ima veliko sprejemnih dvoran, konferenčnih sob, več kot 100 sob in prostorov, od katerih ima večina velike in drage lestence, italijanske stebre, stene pa so okrašene z dragimi tapetami, pozlato in dragimi kamni. Notranjost stavbe kot celote ima italijanski dizajn in ustrezno dodelavo ter pohištvo. Ko so tuji diplomati, ki so sodelovali na ekskurziji, vodnika vprašali, zakaj je notranjost stavbe italijanska, v notranjosti pa praktično ni elementov tradicionalne tadžikistanske in islamske arhitekture, je vodnik rekel, da ima Emomali Rahmon zelo rad Italijo in se zanima za italijansko arhitekturo in kulturo, zato je bila na njegovo željo notranjost stavbe narejena v italijanskem slogu. Vodnik je opozoril, da je bil edini uporabljen lokalni material cement. 90 % vseh materialov, uporabljenih za gradnjo in dodelavo, je bilo posebej pripeljanih iz Italije, ostalo pa iz drugih držav. Pri gradnji so bili uporabljeni najkakovostnejši marmor, plemeniti les in parket, zlati lističi in plemenite kovine.
Po istih podatkih, objavljenih v WikiLeaksu, ima stavba 4 steklena dvigala, ki gledajo na osrednji predprostor palače, na stropu katerega visi 18-metrski lestenec iz dragih kamnov. Visoka okna dvoran palače ponujajo čudovit razgled na središče Dušanbeja, njegove osrednje znamenitosti in okoliške gore. Po besedah istih diplomatov, ki so obiskali ogled, je v stavbi velika predsednikova spalnica in sobe, kuhinja, velik jacuzzi, bazen, savna, hammam, velika telovadnica, soba za masažo, pa tudi velika predsednikova osebna pisarna, ki so jo diplomati opisali kot »izjemno bujno«. Če bo potrebno, bo predsednik lahko živel v palači, ne da bi jo zapustil, saj je na voljo vse udobje. V pritličju palače so tudi prostori, pa tudi poseben bunker, ki ščiti pred vojaškimi operacijami in naravnimi nesrečami. Palača ima veliko strešno teraso z velikim barom in sedežno garnituro ter pogledom na Dušanbe in visoke gore, ki ga obkrožajo. Po besedah gradbenikov je Emomali Rahmon vsak dan vsaj trikrat poklical vodje del in se pozanimal o napredku gradnje. Nekateri oblikovalci in arhitekti ugotavljajo, da je notranjost in delno zunanjost palače podobna tako imenovanemu ciganskemu baroku in v skladu s tem razkriva okus lastnika in njegove ideje o »evrostilnem, luksuznem, elegantnem in bogatem okrasju«, kot je »drago-bogato«.

## Zanimiva dejstva
Avgusta 2015 je angleški internetni portal Theestle.Net objavil lestvico desetih najlepših in arhitekturno najboljših predsedniških palač na svetu. Glede na spletno stran je Palača naroda v Dušanbeju zasedla drugo mesto po edinstvenosti svoje arhitekture, za Belo hišo v Washingtonu.